# Luigi Brasca
Luigi Brasca (Milano, 15 settembre 1882 – 23 settembre 1929) è stato un cartografo italiano.
Fu bibliotecario della sezione del Club Alpino Italiano (CAI) a Milano dal 1908 al 1909. Tra i primi scrittori di guide alpine, ne pubblicò una, sulle Alpi Retiche occidentali, nel 1911. A lui è anche dedicato un rifugio nell'Alpe Coeder
Novate Mezzola.
Fu autore di altre tre opere, su varie montagne e massicci.